# Heathfield (Oake)
Heathfield – wieś w Anglii, w Somerset, w dystrykcie (unitary authority) Somerset, w civil parish Oake. W 1931 roku civil parish liczyła 66 mieszkańców. Heathfield jest wspomniane w Domesday Book (1086) jako Hafella/Herfeld/Herfelt.